# Cingolo (dente)

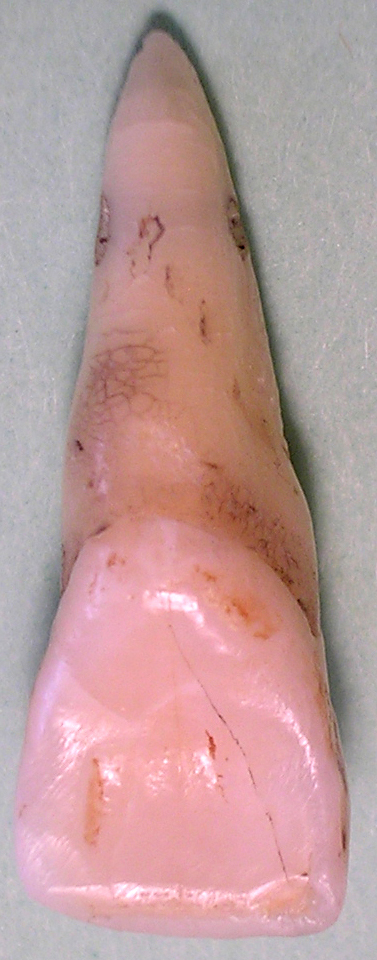
Vista linguale (interna) di un incisivo superiore. Il cingolo è evidenziato in prossimità della base (area cervicale del dente).

In odontoiatria, il cingolo (dal latino cingulum, cintura) è una protuberanza nel terzo cervicale della corona anatomica del dente. Rappresenta il lobo di sviluppo linguale o palatale di questi denti.
In zoologia e paleontologia, si usa il termine cingolo per descrivere questa caratteristica solo nei denti superiori. Quando ciò avviene nei denti inferiori si chiama cingulide.